# William Fiennes, I visconte di Saye e Sele
William Fiennes (Broughton Castle, 28 giugno 1582 – Broughton, 14 aprile 1662) è stato un politico e nobile inglese, fu uno dei membri rappresentanti della nobiltà inglese all'Assemblea di Westminster e finanziatore di parecchie compagnie commerciali nelle colonie del Nuovo Mondo.

## Biografia
Nato nella residenza di famiglia nel Broughton Castle, vicino a Banbury (Oxfordshire), fu figlio unico ed erede di Richard Fiennes, VII barone di Saye e Sele e di sua moglie Constance, figlia di Sir William Kingsmill. Nel 1596 entrò come fellow nel New College di Oxford, del cui fondatore, William di Wykeham era discendente. Nel 1613 succedette al padre nel titolo nobiliare. Il celebre storico e nobile inglese Edward Hyde, I conte di Clarendon, nel suo trattato History of the Rebellion and Civil Wars in England: Begun in the Year 1641 del 1702, descrive Fiennes come "un uomo di natura chiusa e riservata, in possesso di un patrimonio mediocre ed esiguo, dotato di grande talento e un'ambizione ancora più grande, che però non sarebbe stata soddisfatta senza una qualche condiscendenza e cambio d'opinione nelle questioni religiose". L'ambizione a cui non corrispondono né un'adeguata condizione sociale né patrimoniale è una caratteristica molto utile per comprendere il percorso politico di William Fiennes, il quale, durante l'ultima parte del regno di re Giacomo I, che vide sorgere aspri conflitti tra corona e Parlamento inglese, fu uno dei suoi più acerrimi oppositori. Di simpatie puritane in ambito religioso, in quello politico Fiennes era un fermo sostenitore in difesa dei privilegi e dei diritti della classe aristocratica a cui apparteneva, ovvero quella dei piccoli latifondisti eletti nella Camera bassa, così come in generale a quelli del Parlamento Inglese.  Nel 1621 Fiennes fu particolarmente attivo nel tentativo di destabilizzare il potere della corona da parte del Parlamento mettendo tramite la messa sotto accusa per peculato dell'allora Lord cancelliere Sir Francis Bacon, che Fiennes chiese con una mozione che venisse privato del titolo nobiliare di Barone di Verulamio e Visconte di St. Alban. Nel 1622, quando Giacomo I, nel tentativo di aiutare l'Elettore Palatino Federico V, chiese al Parlamento l'approvazione di nuove tasse, Fiennes si oppose nuovamente dichiarando pubblicamente di non conoscere altra legge se non quella del Parlamento che potesse imporre a un uomo di privarsi dei suoi beni. Per questo affronto pubblico al re Fiennes fu condannato al carcere per sei mesi nelle prigioni di Fleet Prison dal 6 giugno 1622 al 4 febbraio 1623, e successivamente al confino nella sua dimora.

### Le attività nel Parlamento
Le fortune di Fiennes cambiarono dopo la sua scarcerazione quando il duca di Buckingham, di ritorno dalla sua disastrosa missione diplomatica presso la corte di Regno di Spagna per negoziare il matrimonio tra l'infanta di Spagna Maria Anna d'Asburgo e il principe Carlo, iniziò a promuovere una massiccia campagna anti-spagnola, nel tentativo di risollevare la propria popolarità. Buckingham cercò quindi l'amicizia e l'appoggio di Fiennes, il quale ottenne il titolo nobiliare di I Visconte di Saye and Sele il 6 luglio 1624. L'alleanza con il duca di Buckingham spiega la ferma opposizione di Fiennes contro il Lord gran tesoriere Lionel Cranfield, I conte di Middlesex, che si era opposto con decisione alla politica anti-spagnola del duca di Buckingham e per questo perse gran parte della sua influenza politica a corte. Quando Cranfield fu sottoposto a processo dalla Camera dei comuni con l'accusa di corruzione e successivamente condannato dalla Camera dei lord nel 1624 alla perdita di tutti i suoi uffici pubblici, oltre al pagamento di un'ingente multa, Fiennes propose la cifra più alta ammontante a circa 80 000 sterline.

Nel 1626, con l'ascesa al trono di Carlo I, Fiennes fu schierato nuovamente in forte opposizione rispetto alla corona, in difesa ancora una volta dei suoi pari, come nel caso di John Digby, I conte di Bristol e Thomas Howard, XXI conte di Arundel. Il conte di Arundel era stato arrestato formalmente per non aver obbedito al diniego da parte del re che impediva a suo figlio di sposare una donna sottoposta alla tutela del sovrano, in realtà il responsabile diretto di quell'arresto fu il duca di Buckingham, che voleva in questo modo tentare di eliminare un pericoloso avversario politico. Quando Arundel venne arrestato e imprigionato il 4 marzo 1626, Fiennes presentò una mozione per il rilascio del suo collega parlamentare, che tuttavia venne bocciata anche se per un pugno di voti. La reazione di Fiennes non tardò a venire e, subito dopo Pasqua, approfittando di una malattia temporanea di Buckingham, fece votare una mozione che proibiva l'arresto di un membro del Parlamento quando questo era riunito in seduta, a meno che esso non fosse ordinato unicamente dalla Camera dei comuni. 

Quando Sir Dudley Digges, un altro parlamentare suo pari fu accusato dal duca di Buckingham di alto tradimento per le gravi dichiarazioni pubbliche contro la fallita spedizione di Cadice, Fiennes si schierò in favore di Digges. Nel corso dell'aspro dibattito tra Carlo I e il Parlamento inglese in merito alla Petition of Right, Fiennes si oppose con forza e abilmente agli emendamenti e alle riserve con le quali il Lord Chief Justice Ranulph Crewe cercò di renderne vani gli articoli a tutela dei diritti del Parlamento.

### L'interesse commerciale nelle colonie americane e la controversia sulla loro organizzazione di governo
In questo stesso periodo Fiennes iniziò a dedicare le proprie energie per aumentare il suo patrimonio personale, investendolo in compagnie commerciali che operavano nelle colonie inglesi del Nuovo Mondo, testimoniando così un fenomeno molto diffuso che vede diverse eminenti personalità del mondo puritano inglese molto attive nelle imprese commerciali delle colonie americane. In società con Robert Greville, II barone di Brooke, John Pym, Oliver Saint John, Richard Knightley e altri notabili di fede puritana, Fiennes partecipò nel 1629 alla fondazione di una compagnia commerciale, la Providence Island Company, per istituire la colonia dell'Isola di Providence (l'attuale Isola de Providencia nei Caraibi); questa compagnia conteneva molti parlamentari che sarebbero diventati protagonisti della guerra civile inglese, e costituì di fatto il nocciolo per la formazione del primo movimento di opposizione in seno a entrambe le camere del Parlamento Inglese. In società ancora con Lord Brooke e altri dieci soci, ottenne da Robert Rich, II conte di Warwick e dalla New England Company una licenza per un ampio tratto di territorio lungo il fiume Connecticut, affidando a John Winthrop il Giovane l'incarico di governatore, e costruirono un forte alla foce del fiume, a cui diedero nome Saybrook. Nel 1633 Fiennes e Lord Brooke acquistarono da alcuni mercanti di Bristol una piantagione nei pressi di Dover nell'attuale New Hampshire. Sia Fiennes sia Brooke, a causa del clima politico sempre più difficile in patria, presero in considerazione l'ipotesi di insediarsi nelle colonie del New England, e inviarono alla Colonia della Baia del Massachusetts una serie di quesiti sull'organizzazione nel governo della colonia. Essi infatti si preoccuparono di accertarsi che nelle colonie venisse rispettata la loro condizione di nobiluomini e possidenti, e posero come condizione del proprio insediamento la creazione di una sorta di aristocrazia ereditaria, di cui loro stessi avrebbero fatto parte, dalla quale si sarebbero potuti scegliere in maniera esclusiva i futuri governatori. La risposta alle loro richieste fu ovviamente negativa dal momento che la Colonia della Baia del Massachusetts era improntata secondo principi democratici molto più coerenti con la fede puritana.

Dopo aver deciso di rinunciare a trasferirsi nel New England, Fiennes abbandonò i suoi progetti di fondare altre colonie e si concentrò sulla colonia già avviata presso l'Isola di Providence. Nel tentativo di attirare nuovi coloni Fiennes diffuse notizie negative sulle colonie del New England, che provocarono le rimostranze di Winthrop. In difesa a queste accuse, Saye non solo ribadì che il territorio del New England era freddo e inospitale, ma criticò aspramente anche l'organizzazione sia politica sia religiosa di quelle colonie; Saye accusò Winhtrop di voler istituire a Boston una "tirannia religiosa". In queste affermazioni si trova traccia della polemica sorta nei decenni tra 1620 e 1630 in seno all'ampio dibattito sulla organizzazione politica delle colonie del Nuovo Mondo fondate dalle comunità puritane. Mentre i grandi possidenti e nobili come Fiennes e Lord Brooke, consideravano fondamentale innanzitutto la garanzia del diritto alla proprietà privata all'interno di una società che, tuttavia, per tutto il resto replicava esattamente la società inglese nella madrepatria, altri, come Winthrop, di condizioni sociali molto più modeste, erano interessati a fondare una comunità nella quale fosse fondamentale l'ispirazione religiosa. 
Le prime due colonie fondate nel continente americano, la Colonia della Baia del Massachusetts e la Colonia dell'Isola di Providence, riflettevano questa diversa impostazione e per questp erano molto diverse rispetto all'organizzazione del governo politico: mentre la Colonia della Baia del Massachusetts era organizzata su base rappresentativa, con riunioni di un organo collegiale a Boston, composto dai capi famiglia che erano anche liberi proprietari del territorio coltivato, la colonia posseduta da Fiennes e i suoi soci nei Caraibi non aveva alcun organo rappresentativo, ma l'amministrazione della colonia era gestita a Londra dai suoi proprietari, essendo i coloni dei semplici "fittavoli". Dopo questa querelle che frustrava la visione personale di Fiennes sul governo delle colonie fondate dai Puritani, decise di cedere i suoi diritti sui territori acquistati nel New England. Nel 1644 i diritti di proprietà della Colonia di Saybrook vennero ceduti alla Colonia del Connecticut, e Fiennes venne nominato dal governo della colonia tra i commissari con il compito di sovrintendere le piantagioni il 2 novembre 1643.

### La difesa delle prerogative del Parlamento e la guerra civile inglese
A partire dal 1634 l'opposizione contro la politica di Carlo I nell'esautorare le funzioni del Parlamento si inasprì ulteriormente, trovando il Visconte di Saye e Sele tra i suoi protagonisti. Egli boicottò il tentativo del re di riscuotere la ship money (ovvero la tassa imposta dal sovrano per sovvenzionare la macchina bellica in tempo di guerra) nonostante si fosse in tempo di pace, con un'aspra campagna sia nell'Oxfordshire sia nel Gloucestershire. La ship money, che usualmente veniva imposta alle regioni costiere, venne estesa da Carlo I anche a quelle dell'entroterra, finendo così per colpire le proprietà di molti nobili di modesta levatura e con proprietà altrettanto modeste, condizione nella quale si rifletteva pienamente lo stesso Fiennes. A reclamare contro la legalità di questa tassa, e difendere così le sue proprietà nel Buckinghamshire, si trovò anche il parlamentare John Hampden, cugino di Oliver Cromwell, e socio in affari di Fiennes nella sua impresa commerciale per la fondazione della colonia dell'Isola di Providence, la Providence Island Company, della quale era anche tesoriere. Nel giugno del 1637 Hampden venne processato dalla Court of Exchequer Chamber per esseresi rifiutato di pagare una tassa che considerava iniqua. Quando, nonostante la difesa di celebri giuristi come Oliver Saint John e Robert Holborne, Hampden perse il giudizio, Fiennes si schierò con il suo collega parlamentare e socio, scagliandosi contro la decisione dei magistrati, il cui voto (7 contro 5) in favore della ship money e contro Hampden, risultò comunque un duro colpo per la politica anti-parlamentare di Carlo I.

Lo scoppio delle cosiddette guerre dei vescovi in Scozia nel 1639 offrirono a Fiennes un'ulteriore opportunità di opporsi alla corona inglese. Costretto a seguire Carlo I nella sua spedizione militare, tuttavia si rifiutò di prestare il giuramento richiesto a tutti i pari, insieme a Lord Brooke. Entrambi vennero messi sotto arresto ma successivamente rilasciati e inviati in patria. Con l'avvento del Long Parliament nel 1640, Fiennes assunse un ruolo importante all'interno della Camera dei Lord, per questo motivo Carlo I, nel tentativo di ottenerne i favori, lo nominò prima membro del Privy Council il 19 febbraio 1641, poi presidente della Court of Wards and Liveries (17 maggio 1641), ovvero la commissione che aveva il compito di sovrintendere il rispetto dei doveri feudali dei nobili inglesi, e infine Lord Commissioners of the Treasury, il 21 maggio 1641. Tuttavia la nomina di tutti questi incarichi non affievolì lo zelo di Fiennes, che il 24 maggio 1641 pronunciò nel Parlamento un lungo discorso in favore del voto su una legge che restringesse l'ingerenza dei vescovi nelle questioni secolari.
Allo scoppio della guerra civile inglese, fu nominato dal Parlamento Lord luogotenente dell'Oxfordshire, Cheshire, e Gloucestershire ed entrò a far parte del comitato di salvezza nominato il 4 luglio 1642. Le fasi incerte della prima parte del conflitto non indebolirono lo zelo di Fiennes, come dimostra il suo discorso ai londinesi dopo l'esito inconcludente della battaglia di Edgehill. Nel marzo del 1643, durante le trattative tra Carlo I e il Parlamento nel trattato di Oxford, il sovrano si rifiutò di conferire con lui come membro della delegazione parlamentare. Dopo il fallimento del trattato, Saye arruolò un reggimento al servizio della causa parlamentare e occupò Oxford, facendo della residenza di Broughton il suo quartier generale, tuttavia, dopo il fallimento della battaglia di Edgehill, fu costretto ad arrendersi al nemico.

Nel 1643 partecipò come rappresentante del Parlamento nell'Assemblea di Westminster e, sia in questa sede sia nella Camera dei Comuni, fu considerato un forte sostenitore della fazione puritana dei cosiddetti Indipendenti, che professavano il congregazionalismo, in opposizione a qualsiasi forma di gerarchia ecclesiastica. Nel 1645 fu promotore della Self-denying Ordinance, approvata dal Parlamento il 3 aprile 1645, con la quale tutti i membri del Parlamento che ricoprivano anche il ruolo di ufficiali dell'esercito, dovevano dare le dimissioni dall'uno o l'altro incarico entro 40 giorni a partire dalla data dell'approvazione; la legge aveva lo scopo di riformare l'esercito schierato in difesa del Parlamento permettendo così la formazione di quella che diventerà la New Model Army.

A partire dalla fine del 1647, tuttavia, la posizione di Fiennes divenne molto più conciliante nei confronti di Carlo I, forse a causa del forte accentuarsi delle istanze di livellamento sociale, soprattutto verso le classi subalterne, contrarie alla sua politica di tutela della classe nobiliare, con particolare riguardo al suo diritto di proprietà. A promuovere tali istanze, paradossalmente, fu proprio la New Model Army, ovvero l'esercito al servizio del Parlamento per la cui costituzione lo stesso Fiennes era stato uno dei principali promotori. Proprio nel disperato tentativo di ricucire lo strappo tra le parti, Fiennes partecipò come delegato parlamentare alle trattative del trattato di Newport che si svolsero tra il 5 settembre e il 27 novembre 1648, durante il quale pregò apertamente Carlo I di giungere a un accordo con il Parlamento inglese. Di ritorno a Londra, nel tentativo di scongiurare il fallimento delle trattative, si appellò al Parlamento affinché accettasse le concessioni di Carlo I, ma invano.

Con l'inasprirsi del conflitto e con il precipitare degli eventi che portarono prima all'arresto, e poi all'esecuzione di Carlo I il 30 gennaio 1649, Fiennes, che non si riconosceva più con le istanze portata avanti dai Puritani, si ritirò sempre più a vita privata allontanandosi dall'attività politica, rifugiandosi presso l'Isola di Lundy. Tornato nella sua dimora di Broughton scrisse nel 1659 due libelli contro i Quaccheri, occupando nuovamente il suo seggio alla Camera dei Lord il 25 aprile 1660 quando, dopo la Restaurazione inglese che portò al trono Carlo II d'Inghilterra, si riunì per la prima volta il nuovo Parlamento inglese.

Morì il 14 aprile 1662 nella sua dimora di Broughton dove venne anche sepolto. Suo figlio maggiore James gli succedette nel titolo nobiliare, mentre gli altri due figli, Nathaniel e John furono entrambi parlamentari. Sua figlia, Bridget, divenne Contessa di Lincoln nel 1619 sposando Theophilus Clinton, IV conte di Lincoln.